# Anke Besser-Güth
Anke Besser-Güth (16. prosince 1940, Erfurt – 26. února 2019) byla německá sochařka, keramička a malířka.

## Životopis
Po vyučení na kameníka studovala v letech 1960–1966 sochařství na drážďanské Akademii výtvarných umění u Waltera Arnolda. Od té doby pracovala na volné noze. Během studií se seznámila se svým budoucím manželem Siegfriedem Besserem, s nímž se odstěhovala po promoci do Erfurtu. Tam se zapojila, vedle své práce, do Svazu výtvarných umělců NDR (VBK), kde řídila sekci sochařství (1970–1983).
Společně s manželem koncipovala památník historie německého dělnického hnutí. Více jejích práci ve veřejném prostoru lze nalézt v Erfurtu, Výmaru, Geře, Nordhausenu, Eisenachu, Röbelu a Warenu.

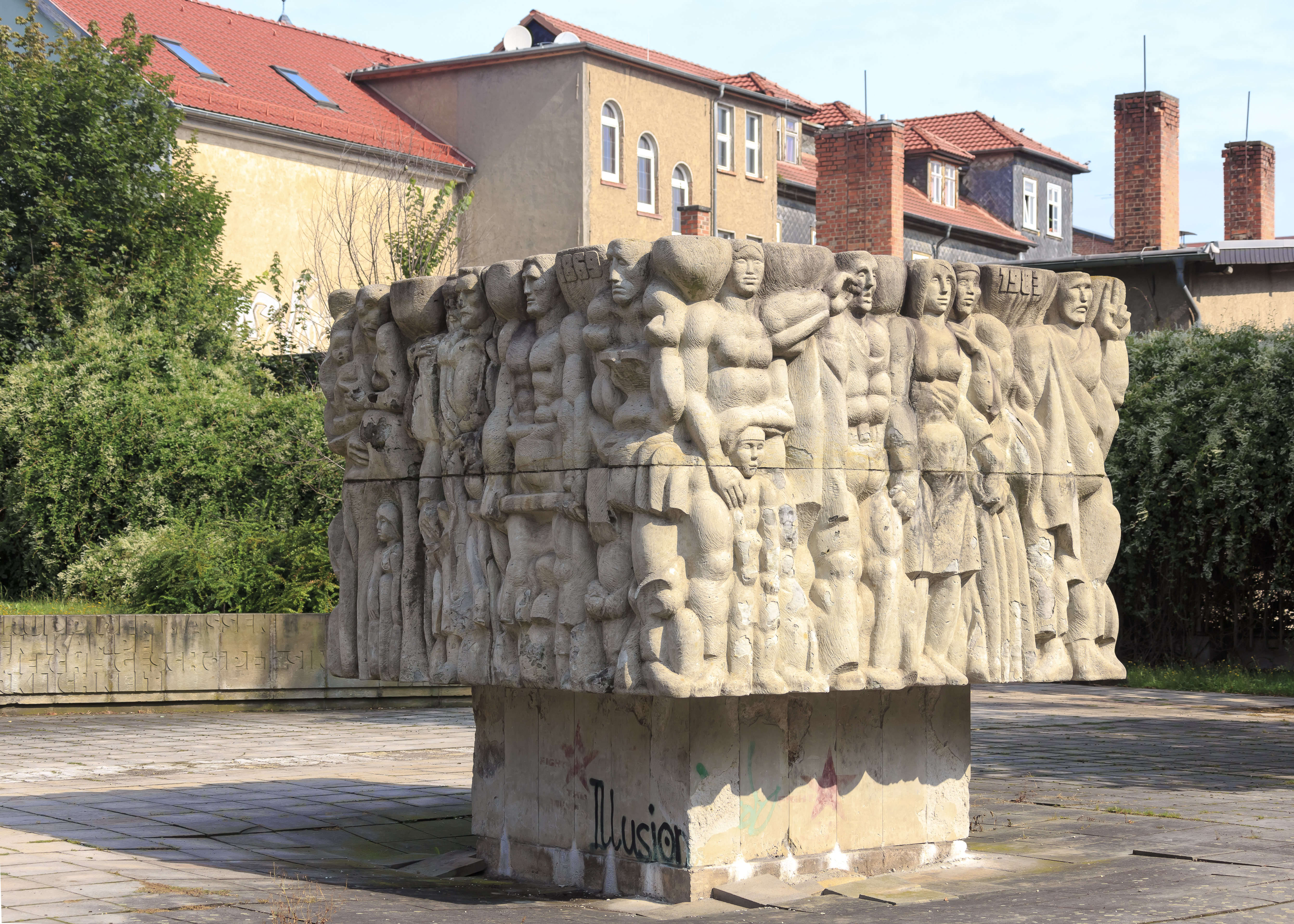
Památník historie německého dělnického hnutí
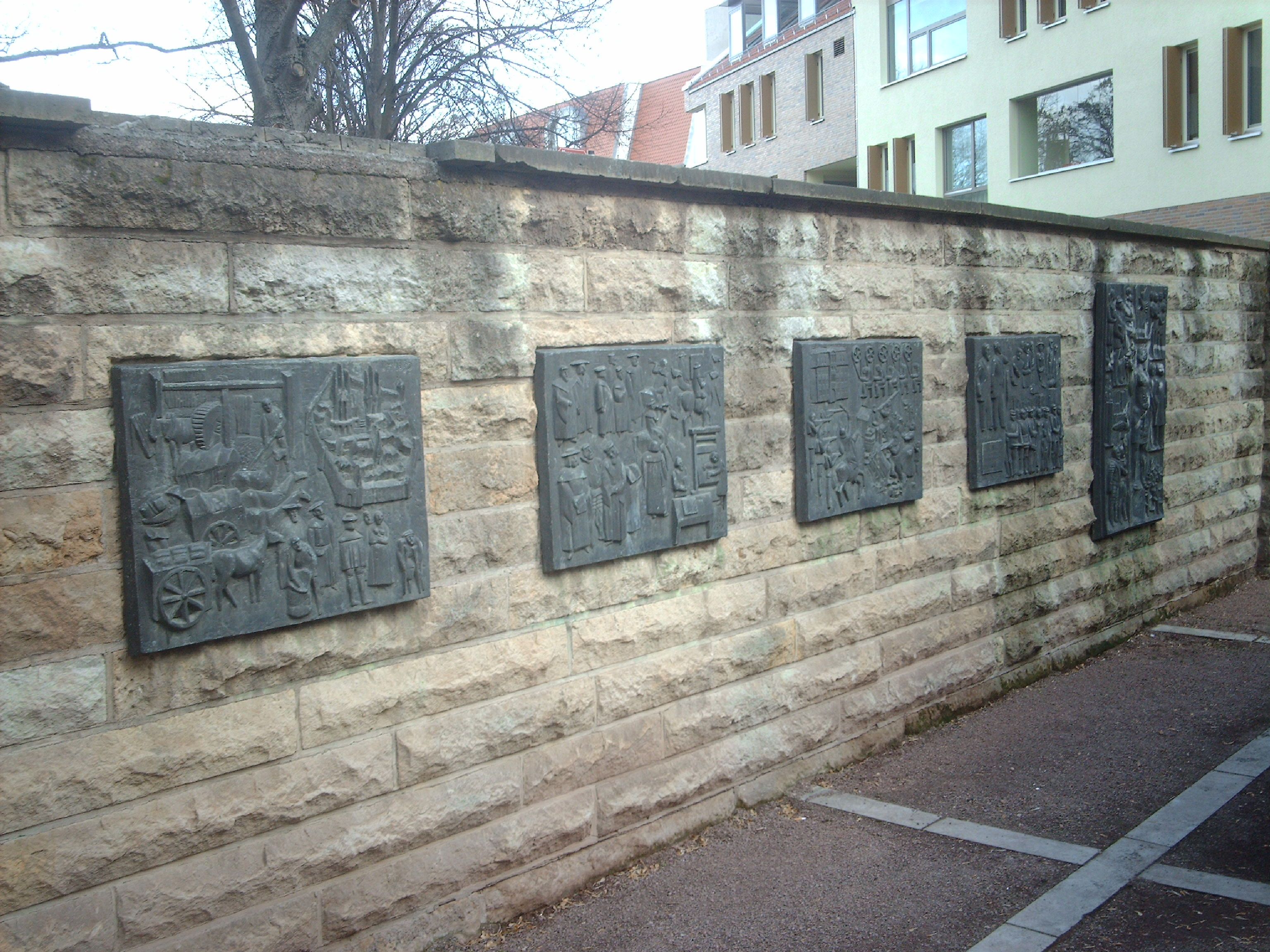
Reliéfy o místní historii Erfurt
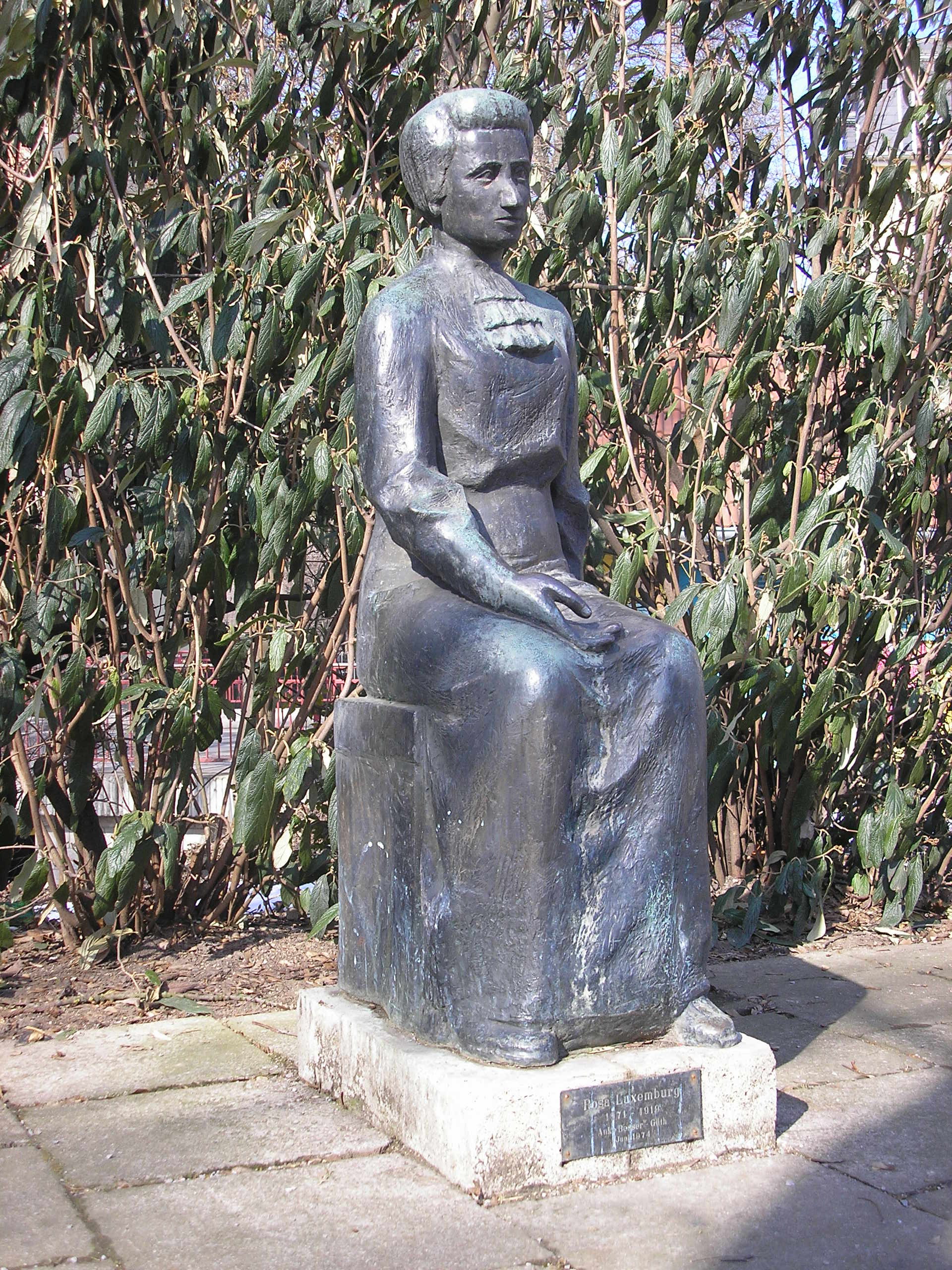
Rosa Luxemburgová Erfurt